# La Pardinyera
La Pardinyera era una carrossa amb forma de vaixell del barri de Pardinyes de la ciutat de Lleida, coneguda per la seva participació en esdeveniments i festes populars del barri i altres celebracions de la ciutat.

## Història
La carrossa va ser construïda l'any 2000 per un grup de veïns, com a element festiu, per complementar la festa major del barri. Es va construir en uns magatzems que hi havia al carrer Guillem Botet. Per la seva construcció es va agafar com a inspiració les barques de pesca i els vaixells que ofereixen recorreguts turístics per la costa. Portava com a pavelló nacional la bandera de Catalunya.
Es va fer la seva inauguració durant l'acte d'inici de la festa major del mateix any, va tenir molt bona acollida per part dels veïns. Els dies de festa major circulava pels carrers de barri i s'oferien viatges de franc als veïns. Durant anys va participar activament en actes com la cavalcada de reis del barri, la rua de carnaval de la ciutat, la batalla de flors  i la festa major de Pardinyes.
Amb el pas del temps i el deteriorament per manca d'ús i manteniment, la carrossa va quedar en desús. L’any 2019, l'organització de veïns i l'Ajuntament van decidir traslladar-la a un magatzem municipal de la Guàrdia Urbana de Lleida amb la intenció de restaurar-la i conservar-la com a part del patrimoni festiu del barri. Finalment es va descartar el projecte i es va entregar a un gestor de residus.

## Importància cultural
La Pardinyera ha esdevingut un símbol de la memòria col·lectiva dels veïns de Pardinyes. Representava l’esperit associatiu, la cultura popular i la voluntat de conservar les festes locals.